# Heliophisma catocalina
Heliophisma catocalina là một loài bướm đêm trong họ Erebidae.

## Hình ảnh

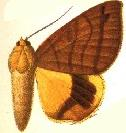